# ألي غرانت
ألي غرانت (بالإنجليزية: Allie Grant) هي ممثلة أمريكية، ولدت في 14 فبراير 1994 في الولايات المتحدة.

## أعمال

### مسلسلات
- ذا سويت لايف أوف زاك أند كودي
- ويدز

## وصلات خارجية
- ألي غرانت على موقع IMDb (الإنجليزية)
- ألي غرانت على موقع ألو سيني (الفرنسية)
- ألي غرانت على موقع أول موفي (الإنجليزية)
- ألي غرانت على موقع قاعدة بيانات الفيلم (الإنجليزية)
- ألي غرانت على موقع كينوبويسك (الروسية)